# Lampetra geminis
Lampetra geminis är en ryggsträngsdjursart som först beskrevs av Álvarez 1964.  Lampetra geminis ingår i släktet Lampetra och familjen nejonögon. Inga underarter finns listade i Catalogue of Life.